# Ґжимачев
Ґжимачев (пол. Grzymaczew) — село в Польщі, у гміні Блашки Серадзького повіту Лодзинського воєводства.
Населення — 184 особи (2011).
У 1975-1998 роках село належало до Серадзького воєводства.

## Демографія
Демографічна структура станом на 31 березня 2011 року:
|          | Загалом | Допрацездатний вік | Працездатний вік | Постпрацездатний вік |
| -------- | ------- | ------------------ | ---------------- | -------------------- |
| Чоловіки | 91      | 19                 | 62               | 10                   |
| Жінки    | 93      | 24                 | 45               | 24                   |
| Разом    | 184     | 43                 | 107              | 34                   |